# Зеетцен, Ульрих
Ульрих Яспер Зеетцен (нем. Ulrich Jasper (Gaspar) Seetzen, 30 января 1767 — сентябрь или октябрь 1811) — немецкий путешественник и естествоиспытатель.

## Биография
Родился в 1767 году в семье богатого крестьянина в селении Софиенгроден около города Евер, который принадлежал в то время Ангальт-Цербстскому княжеству. Помимо Ульриха Яспера в семье было ещё двое сыновей — Петер Ульрих, ставший священником, и Отто Даниэль, ставший коммерсантом.
С 1785 года Зеетцен учился в Гёттингенском университете, изучая медицину и естественные науки — зоологию, ботанику и минералогию. Во время учёбы он совершил несколько поездок по горам Германии, собирая растения и минералы, его работы по естественным наукам и статистике были опубликованы в научных изданиях Гёттингена. В 1789 году он защитил диссертацию. Он стал промышленником и в то же время исследователем, так как его влекло в далекие, неизведанные края, особенно манила Центральная Африка, и попасть туда он хотел через южную оконечность Аравии. "Ничто не привязывает меня к родине, - писал он. - Большая часть образованной Европы заинтересуется мной и моим предприятием, и в зависимости от того, сбудутся или нет мои надежды, на меня снизойдет великая слава или великий позор. Подстегиваемый честолюбием и жаждой признания, я хочу попытаться осуществить намеченный план и достичь намеченной цели или погибнуть".
Его путешествие началось в 1802 году, когда от покинул Германию. В 1806 году он был в Иерусалиме, оттуда добрался до Мёртвого моря, а затем до Каира. Из Каира, уже приняв ислам, под именем Мусы аль-Хакима он отправился на паломническом судне вместе с другими паломниками в Джидду, а в 1809 г. был на пути в Мекку. Там он дал запереть себя в храме и зарисовал его план, рискуя жизнью, так как по мусульманским законам это было равносильно тяжкому преступлению. В октябре 1809 г. Зеетцен через Медину и Ходейду устремляется к мысу на юге.
В октябре 1811 году, спустя два дня после того, как он оставил Моху, его нашли мертвым на дороге в Таиз. Крузе, исследователь и хранитель огромного научного наследия 3еетцена, пишет, что возможно, кто-то завладел его бумагами, ибо он вызвал подозрение своим странным поведением. В бумагах, без сомнения, нашли и снятые им планы Мекки и Медины, и, по всей вероятности, по приказу имама Саны или местных исламских властителей по дороге в Таиз его отравили. Такая судьба постигла бы любого араба, осквернившего святыню.
3еетцен был вторым после Нибура европейским исследователем Аравийского полуострова.
Путешествия Зеетцена охватывали территорию Сирии, Палестины, Аравийского полуострова, Египта.
Четыре тома путевых дневников Зеетцена на немецком языке Reisen durch Syrien, Palästina etc. были изданы в Берлине (1854—1859).